# Lupinus arequipensis
Lupinus arequipensis är en ärtväxtart som beskrevs av Charles Piper Smith. Lupinus arequipensis ingår i släktet lupiner, och familjen ärtväxter. Inga underarter finns listade i Catalogue of Life.